# Jean Baudrillard
Jean Baudrillard (Reims, 27 de julho de 1929 — Paris, 6 de março de 2007) foi um sociólogo e filósofo francês.

## Vida
Jean Baudrillard nasceu em Reims, nordeste da França, em 27 de julho de 1929. Segundo declarou em entrevistas, seus avós eram camponeses, e seus pais eram funcionários públicos. Durante os seus estudos do ensino médio no Lycée Reims, ele entrou em contato com a patafísica (através do professor de filosofia Emmanuel Peillet), que é considerada crucial para a compreensão do pensamento posterior de Baudrillard. Ele se tornou o primeiro de sua família a cursar uma universidade quando se mudou para Paris e ingressou na Sorbonne.
Enfrentou uma época bastante conturbada em seu país, durante a depressão da década de 1930. Sua biografia é de difícil acesso, tanto pela inexistência de documentos sobre ele, quanto por sua personalidade reservada, pois resguardava exageradamente sua privacidade.
Sociólogo, poeta e fotógrafo, este personagem polêmico desenvolve uma série de teorias que remetem ao estudo dos impactos da comunicação e das mídias na sociedade e na cultura contemporânea. Partindo do princípio de uma realidade construída (hiper-realidade), o autor discute a estrutura do processo em que a cultura de massa produz esta realidade virtual.
Suas teorias contradizem o discurso da "verdade absoluta" e contribuem para o questionamento da situação de dominação imposta pelos complexos e contemporâneos sistemas de signos. Os impactos do desenvolvimento da tecnologia e a abstração das representações dos discursos são outros fenômenos que servem de objecto para os seus estudos. Sua postura profética e apocalíptica é fundamentada através de teorias irônicas que têm como objectivo o desenvolvimento de hipóteses e polêmicas sobre questões actuais e que refletem sobre a definição do papel que o homem ocupa neste ambiente.
Para Baudrillard, o sistema tecnológico desenvolvido deve estar inserido num plano capaz de suportar esta expansão contínua. Ressalta que as redes geram uma quantidade de informações que ultrapassam limites a ponto de influenciar na definição da massa crítica. Todo o ambiente está contaminado pela intoxicação midiática que sustenta este sistema. A dependência deste "feudalismo tecnológico" faz-se necessária para que a relação com dinheiro, os produtos e as ideias se estabeleçam de forma plena. Esta é a servidão voluntária resultante de um sistema que se movimenta num processo espiral contínuo de auto-sustentação.
A interactividade permite a integração de elementos que antes se encontravam separados. Este fenómeno cria distúrbios na percepção da distância e na definição de um juízo de valor. As partes envolvidas encontram-se tão ligadas que inibem a representação das diferenças transmitida por elas. A máquina representa o homem que se torna um elemento virtual deste sistema. As representações são simuladas num ambiente de redes que fornecem uma ilusão de informações e descobertas. Tudo é previamente estabelecido: "O sistema gira deste modo, sem fim e sem finalidade", diz o autor. Devido à sociedade tecnocrática e ao poder dominador dos meios de comunicação, a vida humana acaba se tornando uma "realidade virtual".
Como poeta e fotógrafo, desenvolveu, em paralelo ao seu trabalho teórico, intensa atividade artística, com inúmeras exposições pela França e pelo mundo.
Baudrillard consolidou a fama em 1991, com a provocação de que a Guerra do Golfo "não ocorreu", argumentando que nenhum lado poderia cantar vitória e que o conflito não alterou nada no Iraque. Dez anos depois, no ensaio "O Espírito do Terrorismo", voltou a causar controvérsia, ao descrever os ataques de 11 de Setembro de 2001 nos E.U.A. como expressão da "globalização triunfante combatendo a si mesma". Sobre o episódio, escreveu no ano seguinte Réquiem para as Torres Gémeas.
A imagem fotográfica afasta ou atrai a população da realidade? A questão foi levantada por Baudrillard em São Paulo, em 2000, num seminário sobre imagem e violência.
Baudrillard foi uma fonte de inspiração das irmãs Wachowski na trilogia de Matrix. O personagem hacker Neo (Keanu Reeves) guardava seus programas de paraísos artificiais no fundo falso do livro Simulacros e Simulação, de Baudrillard. O filósofo dizia não gostar do filme, considerando Matrix como uma leitura ingênua da relação entre ilusão e realidade. "Os diretores se basearam em meu livro, mas não o entenderam", disse o filósofo certa vez.
Faleceu em 2007, aos 77 anos de idade.

## Principais obras
- O sistema dos objetos. (1968).
- A Sociedade de Consumo. Lisboa, Edições 70 (1970).
- Espelho da Produção. (1973)
- O efeito Beaubourg: implosão e dissuasão (1977)
- A L'Ombre des majorités silencieuses ou la fin du social; L' extase du socialisme. Éditions Denöel/Gonthier, (1978). Em português: À sombra das maiorias silenciosas, o fim do social e o surgimento das massas. São Paulo, Brasiliense, (1985).
- Simulacres et simulation. Paris, Éditions Galilée (1981). Em português: Simulacros e Simulação. Lisboa, Relógio d'Água, (1991).
- Les Stratégies Fatales. Paris, Grasset & Fasquelle, (1983). Em Português: As Estratégias Fatais. Lisboa, Estampa, (1990). Edição no Brasil, Rio de Janeiro, Rocco, (1996).
- Esquecer Foucault. Rio de Janeiro, Rocco, (1984).
- Partidos Comunistas: paraísos artificiais da política. Rio de Janeiro, Rocco, (1985).
- América. Rio de Janeiro, Rocco, (1985).
- A Transparência do Mal: Ensaio sobre os fenômenos Extremos. Campinas, Papirus, (1990).
- Da Sedução. Campinas, Papirus, (1991).
- Cool Memories. Rio de Janeiro, Espaço e Tempo (1992)
- Para uma crítica da economia política do signo. Lisboa, Edições 70, (1995).
- Cool Memories II. São Paulo, Estação Liberdade, (1995).
- Tela Total: mito-ironias do virtual e da imagem, Porto Alegre, Sulina, (1997).
- O Paroxista indiferente. Rio de Janeiro, Pazulin, (1999).
- A troca impossível (1999)
- O lúdico e o policial (2000)
- Cool Memories III. São Paulo, Estação Liberdade, (2000).
- A Ilusão vital. Rio de Janeiro, Civilização Brasileira, (2001).
- Power Inferno ; Requiem pour les Twins Towers ; Hypothèse sur le terrorisme ; La violence du Mondial, éditions Galilée, (2002) - Em português: Power Inferno; Réquiem para as Twins Towers ; Hipóteses sobre o terrorismo ; A violência do global Porto Alegre, Sulina, (2003).
- De um Fragmento ao Outro, São Paulo, Zouk, (2003).
- L’Ange de Stuc - O  anjo de estuque; poesia e fotografia Edição bilíngue - Porto Alegre, Sulina, (2004).

## Entrevistas
- O Estado de S. Paulo – Caderno 2 - 1997
- O Estado de S. Paulo – Caderno 2 - 1999